# القحز (كشر)

تعديل مصدري - تعديل

القحز هي إحدى قرى عزلة عاهم بني شهر بمديرية كشر التابعة لمحافظة حجة، بلغ تعداد سكانها 347 نسمة حسب تعداد اليمن لعام 2004.